# Ducado de Irlanda
El título de Duque de Irlanda fue creado en 1386 para Robert de Vere, IX conde de Oxford (1362–1392), el favorito del rey Ricardo II de Inglaterra, que anteriormente había sido nombrado Marqués de Dublín. Ambos eran pares vitalicios. En este momento, sólo La Empalizada de Irlanda (el Señorío de Irlanda) estaba bajo control inglés. A pesar de su nombre, generalmente se considera que el ducado de Irlanda ha sido uno de la Nobleza de Inglaterra, y es la primera vez que se crea un título ducal para alguien que no era un pariente cercano del rey.
Las armas con tres coronas que se concedieron al duque Robert como un aumento a sus armas en 1386 continuaron usándose durante casi un siglo como el armas del Señorío de Irlanda.
El duque cayó en desgracia poco después de recibir el título, que fue decomiso en 1388.